# Vahan Bichakhchyan
Vahan Bichakhchyan (en arménien : Վահան Բիչախչյան) né le 9 juillet 1999 à Gyumri, est un footballeur international arménien, évoluant au poste de milieu offensif. Il joue au Legia Varsovie en Pologne.

## Biographie

### En club
Le 8 août 2020, il inscrit son premier doublé dans le championnat de Slovaquie, sur la pelouse du FK Senica, permettant à son équipe de l'emporter sur le large score de 0-4.
Au mois de janvier 2022, l'Arménien s'engage en faveur du club polonais du Pogoń Szczecin pour la somme de 900 000 euros.
En janvier 2025, Bichakhchyan signe au Legia Varsovie, considéré comme le meilleur club polonais, pour un contrat allant jusqu'en décembre 2027 et contre le montant de 250 000 euros,,.

### En équipe nationale
Bichakhchyan inscrit six buts avec l'équipe d'Arménie des moins de 19 ans. Il est notamment l'auteur d'un doublé contre l'Écosse en novembre 2017. Ce match nul (3-3) rentre dans le cadre des éliminatoires du championnat d'Europe des moins de 19 ans 2018.
Le 5 septembre 2020, il figure pour la première fois sur le banc des remplaçants de l'équipe nationale A, mais sans entrer en jeu, lors d'un match contre la Macédoine du Nord (défaite 2-1). Il reçoit finalement sa première sélection en équipe d'Arménie trois jours plus tard, contre l'Estonie (victoire 2-0). Le 18 novembre 2020, il délivre sa première passe décisive, contre la Macédoine du Nord (victoire 1-0). Ces matchs rentrent dans le cadre de la Ligue des nations.
Le 5 juin 2021, il inscrit son premier but en équipe nationale, lors d'une rencontre amicale face à la Suède. Il ne peut toutefois empêcher la défaite de son équipe sur le score de 3-1.

## Palmarès
Shirak Gyumri
- Vainqueur de la Coupe d'Arménie en 2017.

 MŠK Žilina
- Vice-champion de Slovaquie en 2020
- Finaliste de la Coupe de Slovaquie en 2021